# Parti travailliste de Sainte-Lucie
 (février 2019).
Si vous disposez d'ouvrages ou d'articles de référence ou si vous connaissez des sites web de qualité traitant du thème abordé ici, merci de compléter l'article en donnant les références utiles à sa vérifiabilité et en les liant à la section « Notes et références ».
Le Parti travailliste de Sainte-Lucie (SLP) (en anglais : Saint Lucia Labour Party) est un parti politique saint-lucien, membre de la COPPPAL.

## Historique
Le Parti travailliste est fondé en 1949 par George Charles alors leader du Saint Lucia Workers Cooperative Union (en), principal syndicat de l'île. En 1951, lors des premières élections au suffrage universel pour désigner l'ensemble des membres du parlement, le SLP remporte cinq des huit sièges et s'impose comme le premier parti de l'île. Il remporte tout aussi largement les élections suivantes de 1954 (cinq sièges sur huit), de 1957 (sept sur huit) et 1961 (neuf sur dix).
En 1961,  une fraction menée par John Compton quitte le SLP pour former le National Labour Movement. Ce parti fusionne en 1964 avec le People's Progressive Party pour former le Parti uni des travailleurs. Ce nouveau parti remporte alors les élections de 1964, mettant le SLP dans l'opposition pour la première fois depuis sa fondation.
George Charles prend alors du recul par rapport à la vie politique et le SLP se divise. En 1973, Allan Louisy s'impose comme le nouveau leader du parti et permet à ce dernier de regagner des sièges lors des élections de 1974.
En 1979, lors des premières élections depuis l'indépendance de Sainte-Lucie, le SLP revient au pouvoir, et Allan Louisy le deuxième Premier ministre de l'île. Mais des difficultés avec son vice-Premier ministre, George Odlum (en), partisan du soutien au régime cubain, poussent Louisy a démissionné du gouvernement et de la tête du parti le 4 mai 1981. Winston Cenac devient alors le nouveau leader du SLP et Premier ministre, mais les tensions avec Odlum et ses partisans continuent et le 17 janvier 1982, Cenac est remplacé par Michael Pilgrim. Lors des élections de mai 1982, le SLP, qui doit affronter la concurrence du Progressive Labour Party fondé par George Odlum et ses partisans, perd les élections au profit du Parti uni des travailleurs. Il perd alors successivement les élections du  6 avril 1987 (en), celles du 30 avril de la même année (en) et celles de 1992 (en). 
En 1996, Kenny Anthony prend la direction du parti et le mène à la victoire lors des élections de 1997 (en) , mais perd les élections de 2006 puis remporte celles de 2011 avant de perdre celles de 2016. Après cette dernière défaite et bien qu'il soit lui-même réélu, Kenny Anthony démissionne de la tête du SLP et est remplacé par Philip Pierre sous la direction duquel le SLP remporte les élections de 2021.